# Cigaritis
Cigaritis är ett släkte av fjärilar. Cigaritis ingår i familjen juvelvingar.

## Bildgalleri

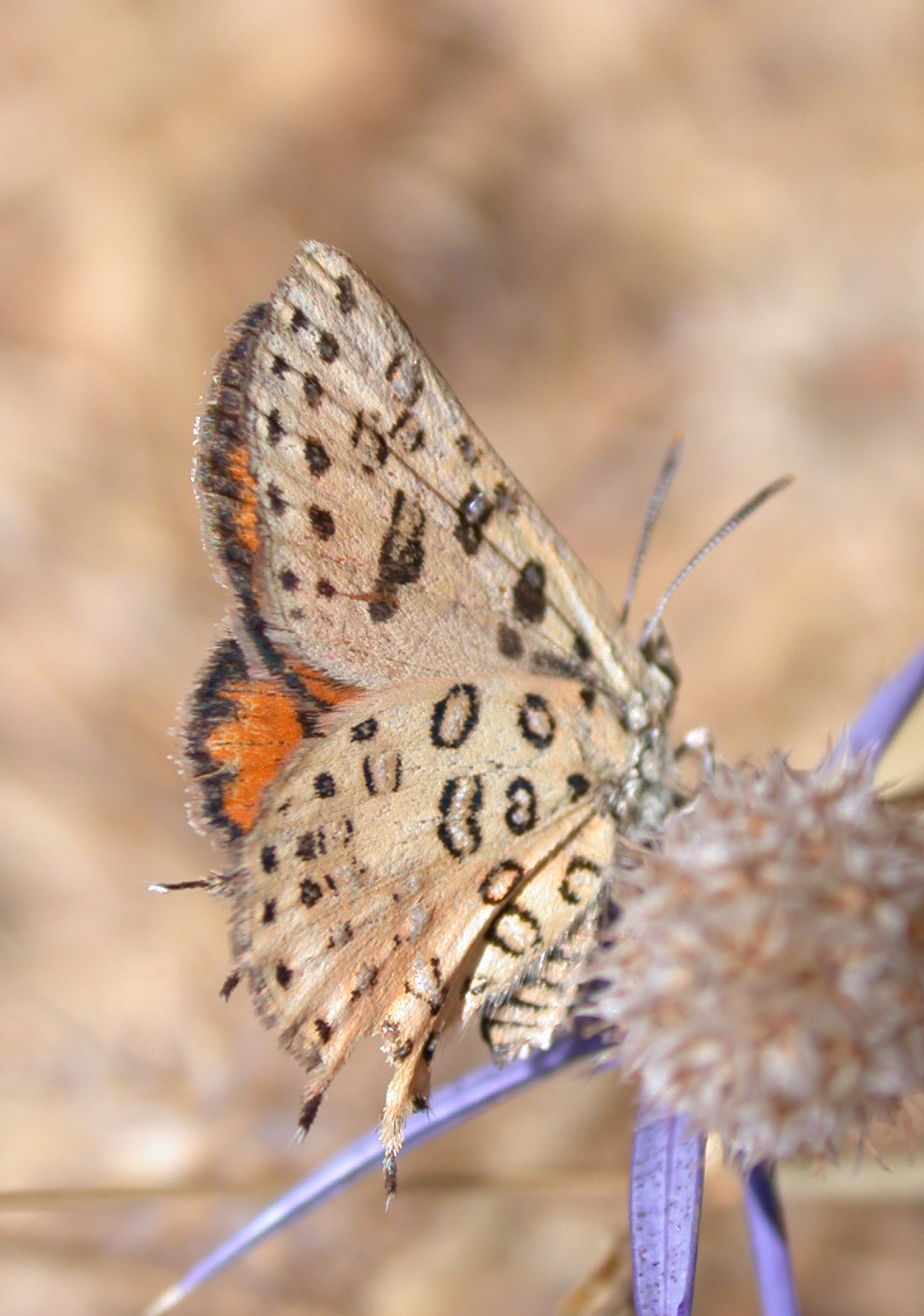
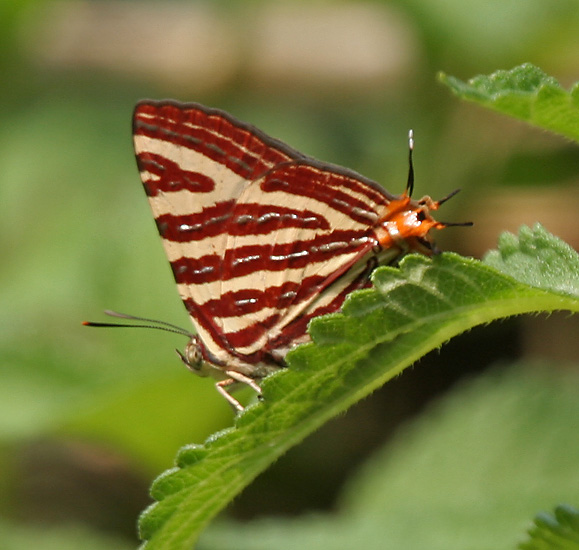

## Dottertaxa tillCigaritis, i alfabetisk ordning[1]
- Cigaritis acamas
- Cigaritis allardi
- Cigaritis amine
- Cigaritis chitralensis
- Cigaritis cilissa
- Cigaritis cypriaca
- Cigaritis delagoensis
- Cigaritis divisa
- Cigaritis dueldueli
- Cigaritis egyptiaca
- Cigaritis erythrea
- Cigaritis farsica
- Cigaritis funebris
- Cigaritis immaculatus
- Cigaritis impunctata
- Cigaritis jugurtha
- Cigaritis littoralis
- Cigaritis masinissa
- Cigaritis meridionalis
- Cigaritis minima
- Cigaritis minor
- Cigaritis monticola
- Cigaritis myrmecophila
- Cigaritis oberthueri
- Cigaritis obscurata
- Cigaritis occidentalis
- Cigaritis orientalis
- Cigaritis pallescens
- Cigaritis pallida
- Cigaritis paucimaculata
- Cigaritis supraimpunctata
- Cigaritis syphax
- Cigaritis zohra